# Povos mins
Os povos mins ou povos da Montanha Ok são um grupo cultural da Província de Sepik Ocidental da Papua Nova Guiné e das Terras Altas da Papua na Indonésia.
Os povos mins, embora povos distintos, compartilhavam um sistema ritual. O povo telefol era reconhecido pelos mins como estando no mais alto nível de conhecimento sagrado, e grupos como os baktamans estavam no nível mais baixo. Nesta classificação, os urapmins estavam no topo ou pelo menos muito próximos do telefol.